# Bill Atkinson
Bill Atkinson   (Los Gatos, 17 de març de 1951 - Portola Valley, 5 de juny de 2025) fou un enginyer informàtic i fotògraf estatunidenc. Atkinson va treballar a l'Apple Computer de 1978 a 1990. Va rebre la seva llicenciatura de la Universitat de Califòrnia a San Diego, on Jef Raskin, un dels desenvolupadors d'Apple Macintosh va ser un dels seus professors. Atkinson va continuar els seus estudis com a estudiant graduat a la Universitat de Washington.
Atkinson va ser part de l'equip de desenvolupament d'Apple Macintosh i va ser el creador de la innovadora aplicació MacPaint, entre d'altres. També va dissenyar i implementar QuickDraw, la caixa d'eines fonamentals que el Macintosh utilitza per a gràfics. El rendiment de QuickDraw va ser essencial per l'èxit de la interfície gràfica d'usuari de Macintosh. Atkinson també va dissenyar i implementar HyperCard, el primer sistema hipermèdia popular.